# Abdelmalik Muktar
Abdelmalik Tofik Muktar (19 aprile 1996) è un nuotatore etiope.
Ha partecipato ai Giochi di Tokyo 2020, gareggiando nei 50m sl, e rappresentando il suo Paese, nella cerimonia di apertura.